# Carl Brockelmann
Carl Brockelmann (ur. 17 września 1868 w Rostocku, zm. 6 maja 1956 w Halle) – jeden z najbardziej znanych niemieckich orientalistów XX wieku; twórca, wspólnie z Theodorem Nöldekem, światowej semitystyki.
W 1893 habilitował się z filologii semickiej we Wrocławiu i został Privatdozentem na Uniwersytecie Wrocławskim, a po siedmiu latach otrzymał stanowisko profesora na Uniwersytecie Humboldta w Berlinie. Od 1903 roku piastował stanowisko profesora Uniwersytetu Albertyna w Królewcu, jednak już w 1910 postanowił powrócić do Wrocławia, lecz w 1922 znowu został zatrudniony w Berlinie. Nie trwało to jednak długo, gdyż w 1923 roku osiadł po raz trzeci we Wrocławiu i tam już w 1936 roku doczekał emerytury. Ostatnie lata życia spędził w Halle, gdzie do 88 roku życia pozostał czynny naukowo. Odznaczony w 1912 OrderEM Czerwonego Orła II klasy, 1918 Kawaler Order Gwiazdy PolarnejSzwedzkiej Gwiazdy Polarnej, honorowy członek Królewskiego Towarzystwa Azjatyckiego w Londynie.
Carl Brockelmann największe sukcesy odniósł na polu semitystyki, ale także arabistyki. Na największą uwagę zasługują jego prace z zakresu językoznawstwa semitystycznego, języka syryjskiego oraz języka arabskiego, ale także z zakresu literatury arabskiej oraz historii Arabów.

## Ważniejsze dzieła
- Abessinische Studien, Akademie-Verlag, Berlin 1950.
- Arabische Grammatik, Langenscheidt, Leipzig 1997 (wyd. 25).
- Deutschland und der Orient, Trewendt & Granier, Breslau 1932.
- Geschichte der arabischen Litteratur,I-III, Brill, Leiden 1943 (wyd. 2).
- Geschichte der christlichen Literaturen des Orients, Leipzig 1909 (wyd. 2).
- Geschichte der islamischen Völker und Staaten, Olms, Hildesheim-New York 1977.
- Gibt es einen hamitischen Sprachstamm?, Verl. d. internat. Zeitschrift Anthropos, Mödling 1932.
- Grundriss der vergleichenden Grammatik der semitischen Sprachen, I-II, Olms, Hildesheim 1908-1913.
- Hebräische Syntax, Neukirchener-Verlag, Neukirchen-Vluyn 2004 (wyd. 2).
- Islâm milletleri ve devletleri tarihi, Ankara Üniversitesi Basimevi, Ankara (?).
- Kurzgefasste vergleichende Grammatik der semitischen Sprachen, Reuther & Reichard, Berlin 1908.
- Lexicon Syriacum, Niemeyer, Halle 1928 (wyd. 2).
- Mitteltürkischer Wortschatz, Körsi Csoma-Gesellschaft, Budapest 1928.
- Osttürkische Grammatik der islamischen Litteratursprachen Mittelasiens, Brill, Leiden 1954.
- Semitische Sprachwissenschaft, 1916 (wyd. 2).
- Syrische Grammatik, mit Paradigmen, Literatur, Chrestomathie und Glossar, Harrassowitz. Leipzig 1951.